# صرد نمري
صرد النمر (الاسم العلمي: Lanius tigrinus)، طائر صغير ينتمي إلى جنس الصرد وفصيلة الصردية. يوجد في الموائل الحرجية في جميع أنحاء شرق آسيا.